# Kings League
La Kings League es una liga de fútbol 7 con sede principal en Barcelona, España, creada por el exfutbolista Gerard Piqué en 2022 en asociación con otras personalidades de internet y streamers.
La competición se realiza bajo las reglas del fútbol definidas por la IFAB, con algunas modificaciones con el objetivo, según la organización, de añadir dinamismo y entretenimiento a los partidos como por ejemplo, el desempate por shootout, sustituciones ilimitadas de jugadores o el uso de «armas secretas».

## Formato
Cada temporada de la Kings League está formada por dos períodos de competición (denominados splits) y por, inicialmente, doce equipos que juegan once partidos en un sistema de todos contra todos en cada uno de los splits, disputándose cada jornada en un mismo día (generalmente, los domingos). El primer split se inicia a finales de verano-inicios de otoño, marcando el inicio de la temporada, mientras que el segundo split se inicia después del inicio del nuevo año natural.
Al finalizar cada split, los equipos mejor clasificados disputan la fase final (play-off) que, dependiendo de la temporada y el split, tienen un formato distinto a discreción de la organización, que fija dicho formato y los equipos clasificados en el reglamento de la competición, que se actualiza antes del inicio de cada temporada.
Cada partido consta de dos partes de veinte minutos con tres minutos de descanso en la mitad.

## Configuración de los equipos
Cada equipo tiene en su plantilla entre 8 y 15 jugadores, distribuidos de la siguiente forma:
- Plantilla Habitual: Todos los equipos están obligados a disponer de un mínimo de ocho jugadores durante toda la Temporada, los cuales son escogidos a partir de un draft. A efectos empresariales, los jugadores de la plantilla habitual de todos los equipos son empleados de la empresa organizadora de la competición, y no del equipo donde compiten.
- Jugadores Franquicia: Cada equipo tiene el derecho a añadir tres jugadores de su libre elección (conocidos como «jugador 11», «jugador 12» y «jugador 13»), que complementen sus plantillas, los cuales deberán ser autorizados previamente por la organización y se podrán modificar en cada jornada, o repetir ilimitadamente. Un jugador franquicia podrá participar con distintos equipos de la misma o, de diferentes ligas, durante un mismo split. No obstante, a partir de la jornada 9 (incluida) no puede cambiar de equipo.

Una vez finalizada cada temporada, cada equipo debe desprenderse de un número de jugadores de la plantilla habitual determinado por la liga (habitualmente, se requiere a los equipos mantener únicamente a cinco jugadores en la plantilla), los cuales serán reemplazados por los que oportunamente elijan en el siguiente draft.

### Configuración inicial
Para la temporada inaugural, todos los jugadores fueron escogidos mediante un draft que tuvo lugar el 27 de diciembre de 2022, en el que cada equipo seleccionó a diez jugadores para su plantilla. Previamente, los jugadores debieron superar una serie de pruebas físicas y de habilidad antes de ser seleccionados para el draft. Durante esta temporada se permitió a los equipos disponer de dos jugadores franquicia, siendo uno de ellos (el denominado «jugador 11») parte de la plantilla sin poder ser substituido ni jugar en otro equipo, mientras que el «jugador 12» podía ser substituido a elección del equipo en cada jornada.

### Mercado de fichajes y jugador número 13
En la mitad de la temporada 2023, se estableció una economía virtual en la competición, donde cada equipo recibió 100 millones de euros ficticios para realizar fichajes, por lo que todos los equipos debieron establecer una cláusula de rescisión a cada uno de los jugadores del equipo (exceptuando al «jugador 11» y «jugador 12»). Adicionalmente, para el segundo split se añadió la figura del «jugador 13», donde los equipos, a través de su economía virtual, podían adquirir la opción de incorporar un jugador adicional a su plantilla.

## Reglas
Las reglas de juego de la Kings League han sido seleccionadas por un proceso de votación en las redes sociales, donde los aficionados tuvieron la oportunidad de votar y contribuir al desarrollo del reglamento.

### Estructura del partido
Los partidos disponen de la siguiente estructura:
- Duración y formato: Los partidos tienen una duración de 40 minutos, divididos en dos partes de 20 minutos cada una.
- Inicio del partido: El juego comienza con un jugador de campo y el portero de cada equipo, con un saque de «jaula y waterpolo», en el que los dos jugadores de campo parten desde la portería que defienden hacia el centro, donde el balón cae desde una jaula en el techo. Durante los primeros cinco minutos, un jugador se incorpora al juego cada minuto hasta llegar a siete jugadores en el minuto cinco. No se permiten sustituciones durante este período.
- Dado de la liga: El Dado de la liga se lanza en el minuto 18 del primer tiempo, determinando una situación de juego específica (que puede ser 1 vs. 1 (con portero), 2 vs. 2, 3 vs. 3) . Los equipos ajustan su número de jugadores según el resultado del dado. El juego se reanuda con un saque de waterpolo desde el centro del campo. Durante este tiempo, las exclusiones temporales quedan inactivas y se reanudan en la segunda parte. Las faltas y tarjetas se aplican normalmente, aunque el tiempo de sanción se cumple en la segunda mitad.
- Gol doble y gol de oro: El gol doble se activa al llegar a los 38 minutos del partido. El árbitro detiene el juego y, tras una cuenta regresiva de 20 segundos, el balón se coloca en el centro del campo y los jugadores se posicionan para realizar un saque de waterpolo. Un semáforo al estilo Fórmula 1 indica el reinicio del juego, y durante esta fase, cualquier gol anotado cuenta como dos goles. Este mecanismo busca añadir emoción y estrategia al final del partido. En caso de que el partido esté empatado a los 38 minutos del partido se realiza el mismo procedimiento, aunque en un formato de gol de oro sin que los goles cuenten el doble.
- Gol de oro: En caso de que el gol doble se activa al llegar a los 38 minutos del partido. El árbitro detiene el juego y, tras una cuenta regresiva de 20 segundos, el balón se coloca en el centro del campo y los jugadores se posicionan para realizar un saque de waterpolo. Un semáforo al estilo Fórmula 1 indica el reinicio del juego, y durante esta fase, cualquier gol anotado cuenta como dos goles. Este mecanismo busca añadir emoción y estrategia al final del partido.
- Carta play-off: Durante la fase de play-off si el equipo mejor clasificado en la fase regular está perdiendo al final del partido, se añadirán cinco minutos adicionales al tiempo de juego. Durante estos minutos, el juego se reanudará con el saque de «jaula» y se permitirá el uso de cartas. (Actualmente no se aplica, pero se desconoce si se volverá a aplicar en un futuro split)
- Desempate: Si el partido termina en empate, se procede al desempate mediante una tanda de penaltis shootout. Durante la temporada regular, el equipo que gane un partido en esta situación obtendrá dos puntos, mientras que el perdedor obtendrá uno.

### Sanciones
Las tarjetas amarillas y rojas en la Kings League tienen consecuencias específicas. Una tarjeta amarilla implica una sanción temporal, donde el jugador debe esperar fuera del campo por un tiempo de dos minutos sin poder ser substituido durante ese tiempo. Si un portero recibe una tarjeta amarilla, debe ser sustituido durante los dos minutos de sanción y el equipo dispondrá de un jugador menos durante este tiempo. Las tarjetas rojas resultan en la expulsión del jugador, quien debe abandonar el terreno de juego permanentemente y el equipo deberá jugar con un jugador menos durante cinco minutos.

### Armas secretas
Las armas secretas en la Kings League son cartas que los equipos seleccionan aleatoriamente al principio de cada encuentro y pueden usar para obtener ventajas estratégicas durante la segunda mitad del partido, notificándolo al árbitro antes de su activación. En el segundo split de la temporada 2023, se dio la posibilidad a los equipos de usar su economía ficticia para adquirir una carta concreta adicional por partido. El montón de cartas consiste en quince cartas con la siguiente distribución:
| Cantidad | Nombre             | Descripción | Precio (Split 2 - 2023) |
| -------- | ------------------ | --- | ----------------------- |
| 3        | Gol Doble          | Durante cuatro minutos, cualquier gol marcado por el equipo que la lanza cuenta como dos goles. | 1M€                     |
| 3        | Sanción            | Permite al equipo que la lanza sancionar durante cuatro minutos al jugador que desee del equipo rival (excepto el portero). | 1M€                     |
| 3        | Shootout           | Permite al equipo que la lanza disponer de un lanzamiento de shootout, que se efectuará antes de reanudarse el juego. | 7M€                     |
| 3        | Jugador Estrella   | Permite al equipo que la lanza seleccionar a un jugador, cuyo próximo gol contará como dos goles. | —                       |
| 2        | Penalti            | Permite al equipo que la lanza disponer de un lanzamiento de penalti, que se efectuará antes de reanudarse el juego. | 10M€                    |
| 1        | Comodín            | Permite al equipo que la lanza activar cualquiera de las otras cartas disponibles (e incluso robar la carta del equipo contrario, impidiéndole su uso). | —                       |
| —        | Penalti Presidente | Permite al presidente del equipo que la lanza ejecutar un lanzamiento de penalti sólo si este se encuentra presencialmente en el estadio y ha notificado su intención de lanzar un penalti previamente al inicio de la jornada. En tal caso, el presidente del equipo rival también dispondrá de dicha opción, aunque si no desea efectuar el lanzamiento, su equipo dispondrá de la opción de efectuar un lanzamiento de shootout por parte de cualquier jugador. | 7M€                     |

#### Armas secretas retiradas
Históricamente han existido otras armas secretas que han sido retiradas de la competición:
| Cantidad | Nombre | Descripción | Precio (Split 2 - 2023) |
| -------- | ------ | --- | ----------------------- |
| 1        | Robo   | Permite al equipo que la lanza robar la carta lanzada por el otro equipo. Esta carta sólo puede lanzarse inmediatamente después de lanzarla el otro equipo y antes de que la misma sea utilizada.                                                                               | —                       |
| —        | Sorteo | Dentro de la opción de adquirir un arma secreta en el segundo split de 2023, una de las opciones era adquirir un arma aleatoria, que consistía en un sorteo donde el equipo que la adquiría podía obtener una carta Penalti, Shootout, Penalti Presidente, Gol Doble o Sanción. | 5M€                     |

## Localización
Los partidos de disputan habitualmente en el Cupra Arena, ubicado en la zona de actividades logísticas del puerto de Barcelona.
La final de cada split o cualquier otra competición relacionada suele disputarse en un evento específico para la ocasión celebrado en otro estadio. Hasta la temporada 2024, se disputaba en un mismo evento las semifinales y la final conjuntamente. Los estadios que han albergado la competición son:
| Temporada      | Estadio                                       | Ciudad                 |
| -------------- | --------------------------------------------- | ---------------------- |
| 2023 (Split 1) | Camp Nou                                      | Barcelona              |
| 2023 (Split 2) | Estadio Metropolitano                         | Madrid                 |
| 2024           | Palacio de Deportes de la Comunidad de Madrid | Madrid                 |
| 2024-25        | Heliodoro Rodríguez López                     | Santa Cruz de Tenerife |
| 2025           | Inalpi Arena                                  | Turín                  |
| 2026           | Roig Arena                                    | Valencia               |

## Retransmisión
Todos los partidos pueden verse de forma gratuita en los canales oficiales de la competición en las plataformas de streaming de Twitch, Youtube y TikTok. Inicialmente, todos los presidentes de la liga disponían de los derechos de emisión de los partidos de su equipo, aunque a partir de 2024 la liga amplió los derechos de emisión a los presidentes para permitirles ofrecer todos los partidos de la liga.
El torneo obtuvo una audiencia media de 550 000 espectadores en la primera ronda de la temporada 2023, con un pico de 2 160 000. Este número continuó estabilizándose hasta encontrar un pico de 1 300 000 en temporadas posteriores.

### Mediostradicionales
Varias cadenas de televisión se han sumado a las retransmisiones de la Kings League a lo largo del tiempo:
- El 13 de marzo de 2023, la empresa de televisión pública catalana, Televisión de Cataluña, anunció que emitiría en su canal principal, TV3, un episodio del programa 30 minuts dedicado a la competición, seguido de la emisión en directo de la final del primer split.[13]
- El 3 de mayo de 2023, Mediaset España y Kosmos anunciaron un acuerdo por el cual el partido de las ocho de la tarde (CET) de la Kings League y de la Queens League se emitiría en el canal de televisión Cuatro.[14]
- El 6 de marzo de 2024, Televisión de Cataluña anunció que emitiría toda la competición íntegramente en su plataforma 3Cat, ofreciendo algunos partidos también en el canal deportivo Esport3.[15]

## Críticas

### Formato
El presidente de la Liga Nacional de Fútbol Profesional, Javier Tebas, criticó la Kings League, tildándola de «circo». Piqué no refutó esta afirmación, pero defendió la liga, argumentando que el fútbol necesita crear contenido más corto y entretenido para atraer al público joven.

### Uso del Camp Nou
El hecho de que el FC Barcelona permitiera usar el Camp Nou para los playoffs del split de invierno de la temporada 2023 fue criticado porque este evento coincidía con El Clásico femenino entre el FC Barcelona femenino y el Real Madrid femenino, un evento que batió el récord de asistencia a un partido de fútbol femenino. Esto obligó a jugar este partido en el estadio Johan Cruyff, un estadio con un número de localidades muy inferior. Las críticas dirigidas a la dirección del equipo la acusaban de priorizar la Kings League, en vez de a uno de sus dos equipos estrella.

### Acusaciones de corrupción
El árbitro Manuel Titos abandonó la competición después del split de invierno de 2023 e hizo un comunicado acusando a los organizadores de la liga de intentar influenciar las decisiones arbitrales. Durante un directo, usó como evidencia un extracto de un partido en el cual él aparentemente conocía qué arma secreta tenía un equipo antes de que se la mostraran. Como respuesta, el presidente del equipo Kunisports, Sergio Agüero defendió a la competición en un directo con el presidente de Porcinos FC, Ibai Llanos argumentando que Titos había tenido problemas con miembros que no se nombraron de la organización de la liga.

### Compras de jugadores
La exclusividad se convirtió en un requisito para los jugadores de la Kings League tras la conclusión del segundo split de la temporada 2023, lo que provocó que algunos jugadores abandonaran voluntariamente la competición para continuar con sus carreras de fútbol, mientras que otros optaron por quedarse. En agosto de 2023, la Fundació Esportiva Grama de la Tercera Federación pidió al presidente de la Federación Catalana de Fútbol que la Kings League fuera sometida a un reglamento que evitara la posibilidad de ésta de obtener jugadores que estuvieran disputando una competición de fútbol amateur o semi-prefesional de la RFEF o la propia FCF, después de que Porcinos FC y xBuyer Team ejecutaran la cláusula de rescisión de dos jugadores de F.E. Grama, Nadir Louah y Adri Gimeno, que habían jugado anteriormente en la liga.

## Equipos
Los siguientes equipos forman parte de la competición:
| Equipo            | Entrenador          | Presidente                                   |
| ----------------- | ------------------- | -------------------------------------------- |
| 1K FC             | Mario Otero         | Iker Casillas                                |
| Aniquiladores FC  | Sergio Verdirame    | Juan Guarnizo                                |
| El Barrio         | Marc Fernández      | Adrián Contreras                             |
| Jijantes FC       | David Biosca        | Gerard Romero                                |
| Kunisports        | Juan Manuel Miranda | Sergio Agüero (Kun)                          |
| Los Troncos FC    | Eric Bartra         | Jaume Cremades (Perxitaa)                    |
| PIO FC            | Àlex Solduga        | Samantha Rivera (Rivers)                     |
| Porcinos FC       | Joan Compte         | Ibai Llanos                                  |
| Rayo de Barcelona | Sergio Fernández    | Martí Miràs (Spursito)                       |
| Saiyans FC        | Dani Romo           | David Cánovas (TheGrefg)                     |
| Ultimate Móstoles | Álex Martínez       | Mario Alonso Gallardo (DjMaRiiO)             |
| xBuyer Team       | Víctor González     | Javier Ruiz (xBuyer) y Eric Ruiz (MiniBuyer) |

## Temporada 2023
El formato fue presentado por Ibai Llanos. 
El certamen contó con profesionales del fútbol como Gerard Piqué, Iker Casillas o Kun Agüero, así como con un debate en el que diversos personajes del streaming y la televisión tales como Cristinini (Influencer), Sergio Ferra (Caster) o Albert Bermúdez (comentarista deportivo).
La modelo Alba Carrillo fue la encargada de dar el pistoletazo de salida junto a su hijo Lucas. 
Además la gala contó con numerosas actuaciones de diversos artistas, tales como Omar Montes, Rosario Flores, Manuel Turizo, Nicki Nicole o Sebastián Yatra. Además, tuvo una serie de invitados famosos entre los que se encontraban figuras tan variadas desde Manolo «el del Bombo» a Kiko Rivera pasando por Papi Gavi o el Maestro Joao.

### Equipos
Los equipos al término de la temporada 2023 son:
| Equipo            | Entrenador       | Presidente                                   |
| ----------------- | ---------------- | -------------------------------------------- |
| 1k FC             | Juanjo Moreno    | Iker Casillas                                |
| Aniquiladores FC  | Sergio Verdirame | Juan Guarnizo                                |
| El Barrio (C)     | Juan Arroita     | Adrián Contreras                             |
| Jijantes FC       | Álex Solduga     | Gerard Romero                                |
| Kunisports        | Martín Posse     | Kun Agüero                                   |
| Los Troncos FC    | Èric Bartra      | Jaume Cremades (Perxitaa)                    |
| Pio FC            | Arnau Jariod     | Samantha Rivera (Rivers)                     |
| Porcinos FC       | Narcis Barrera   | Ibai Llanos                                  |
| Rayo de Barcelona | Erik Llorca      | Martí Miràs (Spursito)                       |
| Saiyans FC        | Daniel Romo      | David Cánovas (TheGrefg)                     |
| Ultimate Móstoles | Álex Martínez    | Mario Alonso (DjMaRiiO)                      |
| xBuyer Team       | Víctor González  | Javier Ruiz (xBuyer) y Eric Ruiz (MiniBuyer) |

## Temporada 2024
El formato fue presentado por Ibai Llanos. Además de la participación de Iker Casillas y Juan Guarnizo.
Contó con numerosas celebridades en calidad de representantes de cada uno de los equipos;
los cantantes Saiko, The Academy y Twin Melody, los deportistas Ana Peleteiro, Álex Márquez y Marc Márquez, el actor Jaime Lorente, la personalidad Belén Esteban y los influencers Lola Moreno (Lola Lolita), Aida Domènech (Dulceida), Marina Rivera (Rivers) y Joaquín Domínguez (El Xokas).
Además, como en ediciones previas, numerosos cantantes hacen acto de presencia por medio de actuaciones, algunos de los cuales son; Justin Quiles, Sech, Dalex, Lenny Alvarez, Dímelo Flow, María Becerra, o Saiko.

## Historial

### Ligas
| Temporada        | Campeón           | Resultado         | Subcampeón        | Semifinalistas                       | Sede Final                                                |
| ---------------- | ----------------- | ----------------- | ----------------- | ------------------------------------ | --------------------------------------------------------- |
| 2023-24 1º Split | El Barrio         | 3 - 0             | Aniquiladores FC  | Los Troncos FC y Saiyans FC          | Camp Nou, Barcelona                                       |
| 2023-24 2º Split | xBuyer Team       | 4 - 4 (2-1 Pen.)  | El Barrio         | Porcinos FC y Aniquiladores FC       | Estadio Metropolitano, Madrid                             |
| 2023-24 3º Split | Saiyans FC        | 4 - 3             | Ultimate Móstoles | Aniquiladores fc y Jijantes FC       | Palacio de Deportes, Madrid                               |
| 2024-25 4º Split | Jijantes FC       | 7 - 6             | xBuyer Team       | Ultimate Móstoles y Aniquiladores FC | Estadio Heliodoro Rodríguez López, Santa Cruz de Tenerife |
| 2024-25 5º Split | Ultimate Móstoles | 4 - 4 (3 -2 Pen.) | Los Troncos FC    | Saiyans FC y Jijantes FC             | Inalpi Arena, Turín                                       |

| (Pen.) = Tanda de penaltis |

### Copas
| Temporada                  | Campeón           | Resultado | Subcampeón        | Semifinalistas           | Sede Final                    |
| -------------------------- | ----------------- | --------- | ----------------- | ------------------------ | ----------------------------- |
| Kings Cup 2023             | Ultimate Móstoles | 8 - 1     | Los Troncos FC    | Aniquiladores FC         | Estadio La Rosaleda, Málaga   |
| Kingdom Cup 2023 (M)       | Porcinos          | 7 - 2     | Ultimate Móstoles | xBuyer Team y Kunisports | Palau Sant Jordi, Barcelona   |
| Kings World Cup 2024       | Porcinos          | 5 - 3     | G3X FC            | Saiyans FC y xBuyer Team | Estadio BBVA, Monterrey       |
| Kings World Cup Clubs 2025 | Los Troncos FC    | 6 - 3     | Porcinos FC       | Fluxo FC y Furia FC      | Paris La Défense Arena, París |

| (Pen.) = Tanda de penaltis, | (M) = Torneo Mixto |

## Palmarés
Aunque aquí se desglose entre copas y ligas, cada título nacional tiene el mismo valor, sin hacer diferencia entre estas competiciones. La Kings World Cup Clubs es el trofeo más importante a nivel de clubes del universo Kings ya que es un torneo internacional en el que participan los mejores equipos de cada liga y varios equipos invitados de diversas partes del mundo por lo que ganarlo convierte al equipo ganador en campeón del mundo.

### Ligas
| Equipo            | Títulos | Subtítulos | Splits campeón | Splits subcampeón |  |
| ----------------- | ------- | ---------- | -------------- | ----------------- |  |
| El Barrio         | 1       | 1          | 1° Split       | 2° Split          |  |
| xBuyer Team       | 1       | 1          | 2° Split       | 4° Split          |  |
| Ultimate Móstoles | 1       | 1          | 5° Split       | 3° Split          |  |
| Saiyans FC        | 1       | –          | 3° Split       | –                 |  |
| Jijantes FC       | 1       | –          | 4° Split       | –                 |  |
| Aniquiladores FC  | –       | 1          | –              | 1° Split          |  |
| Los Troncos FC    | –       | 1          | –              | 5° Split          |  |

### Copas[nota 3]
| Equipo            | Títulos | Subtítulos | Copas campeón    | Copas subcampeón |
| ----------------- | ------- | ---------- | ---------------- | ---------------- |
| Ultimate Móstoles | 1       | 1          | Kings Cup 2023   | Kingdom Cup 2023 |
| Porcinos FC       | 1       | –          | Kingdom Cup 2023 | –                |
| Los Troncos FC    | –       | 1          | –                | Kings Cup 2023   |

### Internacional
| Equipo         | Títulos | Subtítulos | Internacionales campeón     | Internacionales subcampeón |
| -------------- | ------- | ---------- | --------------------------- | -------------------------- |
| Porcinos FC    | 1       | 1          | Kings World Cup Clubs 2024  | Kings World Cup Clubs 2025 |
| Los Troncos FC | 1       | –          | Kings Worlds Cup Clubs 2025 | –                          |
| G3X FC         | –       | 1          | –                           | Kings World Cup Clubs 2024 |

## Estadísticas de Goleadores

### Máximo goleador por torneo
Aquí podemos observar los máximos goleadores de cada torneo de la Kings League:
| Edición                        | Goleador      | Goles |
| ------------------------------ | ------------- | ----- |
| Camp Nou 2023                  | Cristian Ubón | 17    |
| Estadio Metropolitano 2023     | Roger Carbó   | 20    |
| La Rosaleda 2023               | Oriol Boada   | 12    |
| Palacio de Deportes 2024       | Dani Liñares  | 21    |
| Heliodoro Rodríguez López 2024 | Gilles Vidal  | 24    |

### Máximos goleadores históricos
A continuación se indican los veintidós jugadores que han anotado 17 o más goles en la historia de la Kings League España. En cursiva se indican los jugadores que siguen en actividad.
| Goleador                  | Equipos                                      | Goles |
| ------------------------- | -------------------------------------------- | ----- |
| Roger Carbó               | xBuyer Team Saiyans FC                       | 56    |
| Cristian Ubón             | Ultimate Móstoles El Barrio                  | 50    |
| Joan Verdú                | Los Troncos FC                               | 40    |
| Marc Granero              | 1K FC                                        | 39    |
| Marc Peláz                | Jijantes FC Los Troncos FC Rayo de Barcelona | 38    |
| Edgar Álvaro              | Los Troncos FC Rayo de Barcelona             | 36    |
| Ferran Corominas          | Ultimate Móstoles Kunisports                 | 34    |
| Alberto Bueno             | Ultimate Móstoles Porcinos FC 1K FC          | 33    |
| Fran Hernández            | Aniquiladores FC Kunisports                  | 32    |
| Nadir Louah               | Porcinos FC Aniquiladores FC                 | 30    |
| Pablo Beguer              | xBuyer Team El Barrio                        | 30    |
| Gilles Vidal              | El Barrio Aniquiladores FC                   | 29    |
| Javier Espinosa           | Aniquiladores FC Porcinos FC                 | 28    |
| Álvaro Arché              | El Barrio Ultimate Móstoles                  | 28    |
| Dani Liñares              | Saiyans FC Rayo de Barcelona                 | 28    |
| Hugo Fraile               | Rayo de Barcelona Porcinos FC                | 28    |
| Juanma Gonzalez           | xBuyer Team PIO FC Ultimate Móstoles         | 25    |
| Pablo Hernández Domínguez | Porcinos FC Rayo de Barcelona                | 22    |
| Alberto Lopo              | PIO FC                                       | 20    |
| Joan Poch                 | Rayo de Barcelona Saiyans FC xBuyer Team     | 19    |
| Carlos Corvo              | PIO FC                                       | 18    |
| Nando Quesada             | Jijantes FC                                  | 17    |

## Competiciones hermanas

### Queens League
La competición femenina de la Kings League, Queens League fue lanzada oficialmente el 24 de febrero de 2023. Los equipos integrantes de esta competición son los mismos que los de la Kings League, algunos han cambiado su nombre (como es el caso de «Porcinos», que cambió su nombre a «Porcinas») Algunos han añadido a mujeres streamers como presidentas, para repartir el trabajo.

### Prince Cup
El 10 de febrero de 2023 se anunció un pequeño torneo para niños. Se han anunciado dos ediciones de una duración de una semana cada una: una en agosto y otra en diciembre de 2023 compuesta por doce equipos a determinar con un formato de fase de grupos, cuartos de final, semifinal y final. La selección se hizo por draft, y para acceder a este draft, los niños subieron un vídeo de menos de un minuto a TikTok, Twitter o Youtube.

### Kings Cup
En esta copa, los equipos se dividen en dos grupos de seis que se enfrentan todos contra todos para un total de cinco jornadas. Los primeros cuatro de cada grupo se clasifican a los octavos de final de un playoff. La Final a cuatro se jugó en el estadio La Rosaleda.

### Kingdom Cup
La Kingdom Cup es un torneo con formato mixto , con la particularidad de que el primer tiempo lo juegan los equipos femeninos de la Queens League y el segundo tiempo los masculinos de la Kings League.

### Américas Kings League
Con sede en Ciudad de México, fue lanzada oficialmente en el mes de enero de 2024. Los equipos integrantes de esta competición fueron revelados el 24 de octubre de 2023 en un directo simultáneo en Twitch y YouTube. En una entrevista con la agencia EFE, Piqué detalló que 2024 será el año de la expansión de la Kings League por América enfocada al mercado latinoamericano. «Después de hacer un ejercicio de exploración sobre cuáles serían los mercados más importantes o prioritarios para nosotros, hemos decidido apostar por toda la América de habla hispana, Brasil, Estados Unidos, Francia e Italia. Todos ellos reúnen dos cosas: que les gusta mucho el futbol y que tienen una importante comunidad de streamers, y así es como nacimos nosotros y como queremos continuar», señaló en dicha entrevista.

## Ediciones internacionales
El 26 de febrero de 2023, justo antes de que Ronaldinho fuera anunciado como el jugador número 12 del equipo Porcinos, Piqué lo anunció como el presidente de uno de los equipos de la futura edición brasileña de la Kings League, y en marzo, se anunció a Neymar como presidente de otro equipo de esta edición. 
Gerard Piqué, en un directo en Twitch, mencionó que estaba en conversaciones para crear ediciones de la Kings League en Inglaterra, México, Italia y Argentina y en ese mismo directo anunció que habría una competición entre los ganadores de cada edición de la Kings League:

Estamos en plena expansión, tenemos conversaciones con varios países para que 2024 sea un año en el cual hayan siete u ocho países con la Kings League, con unas finales a final de año, en los que los ganadores de cada país jueguen las finales. [sic]
Gerard Piqué, febrero de 2023

### Kings World Cup
El 7 de noviembre de 2023 fue anunciado un proyecto para un torneo combinado entre la Kings League y la Américas Kings League, llamado Kings World Cup donde participaron 20 equipos de la Kings League, 10 de España, 10 de las Américas, los restantes de diferentes países que se irían anunciando, para completar un total de 32 equipos. Este torneo empezó después del primer split de 2024 y acabó con una final el sábado 9 de junio de 2024.
Posteriormente al anuncio de la celebración de la Kings World Cup, se confirmó que el exfutbolista Zlatan Ibrahimović presidiría esta competición.
Los dos primeros equipos (externos a las competiciones existentes en Hispanoamérica y España) anunciados fueron G3X FC y FURIA FC. El primero presidido por el streamer Gaules y el segundo por el también streamer O Estagiario y el exjugador de futbol sala Alessandro Rosa Vieira, en colaboración con el jugador de fútbol profesional Neymar.
El día 18 de marzo de 2024 se anunciaron dos nuevos equipos. Uno de ellos es el Team Amine (posteriormente nombrado como Foot2Rue) presidido por el streamer francés Amine. El segundo es el Youniors FC, presidido por el streamer alemán Younes y el futbolista profesional Mario Götze.
El día 25 de marzo de 2024 se anunciaron dos nuevos equipos. Uno de ellos es el FIVE FC, presidido por el exjugador Rio Ferdinand, y el youtuber Jeremy Lynchm, ambos británicos. El otro equipo es el Deptostra FC, presidido por la tiktoker belga Céline Dept y el exjugador Eden Hazard.
El día 1 de abril de 2024 se anunciaron dos nuevos equipos de otro continente, Asia. El primero es el Murash FC, presidido por el youtuber japonés Junichi Kato. El segundo es el SXB FC, presidido por el youtuber 
SHoNgxBоNg de Arabia Saudita.
El día 8 de abril se anunció al equipo Stallions, presidido por el streamer Blurr y el exfutbolista Francesco Totti, ambos italianos.
El día 15 de abril se anunció el equipo Limon FC, que es presidido por el streamer turco Elraenn.
El día 22 de abril fue anunciado el penúltimo equipo invitado a la Kings World Cup, se llama UA Steel, y es presidido por el streamer ucraniano Leb1ga y el exjugador de fútbol 11 y de la Kings League, Andriy Shevchenko.
El día 6 de mayo, el mismo día del sorteo de los partidos del mundial, se dio a conocer al último presidente invitado, que es el famoso cantante Maluma, con su equipo Medallo City.
Finalmente, el domingo 26 de mayo de 2024, arrancó de manera oficial la Kings World Cup, con el partido que enfrentó al equipo del streamer español TheGrefg contra el equipo del alemán Younes, con victoria para los Saiyans por 2 goles a 0.

## Premios y nominaciones
| Premios        | Año  | Galardón                          | Resultado | Ref.   |
| -------------- | ---- | --------------------------------- | --------- | ------ |
| Premios Ondas  | 2023 | Mejor Programa de Entretenimiento | Ganadores | [ 40 ] |
| Premios Esland | 2024 | Evento del Año                    | Nominado  | [ 41 ] |